# Albertusstraße 53 (Mönchengladbach)

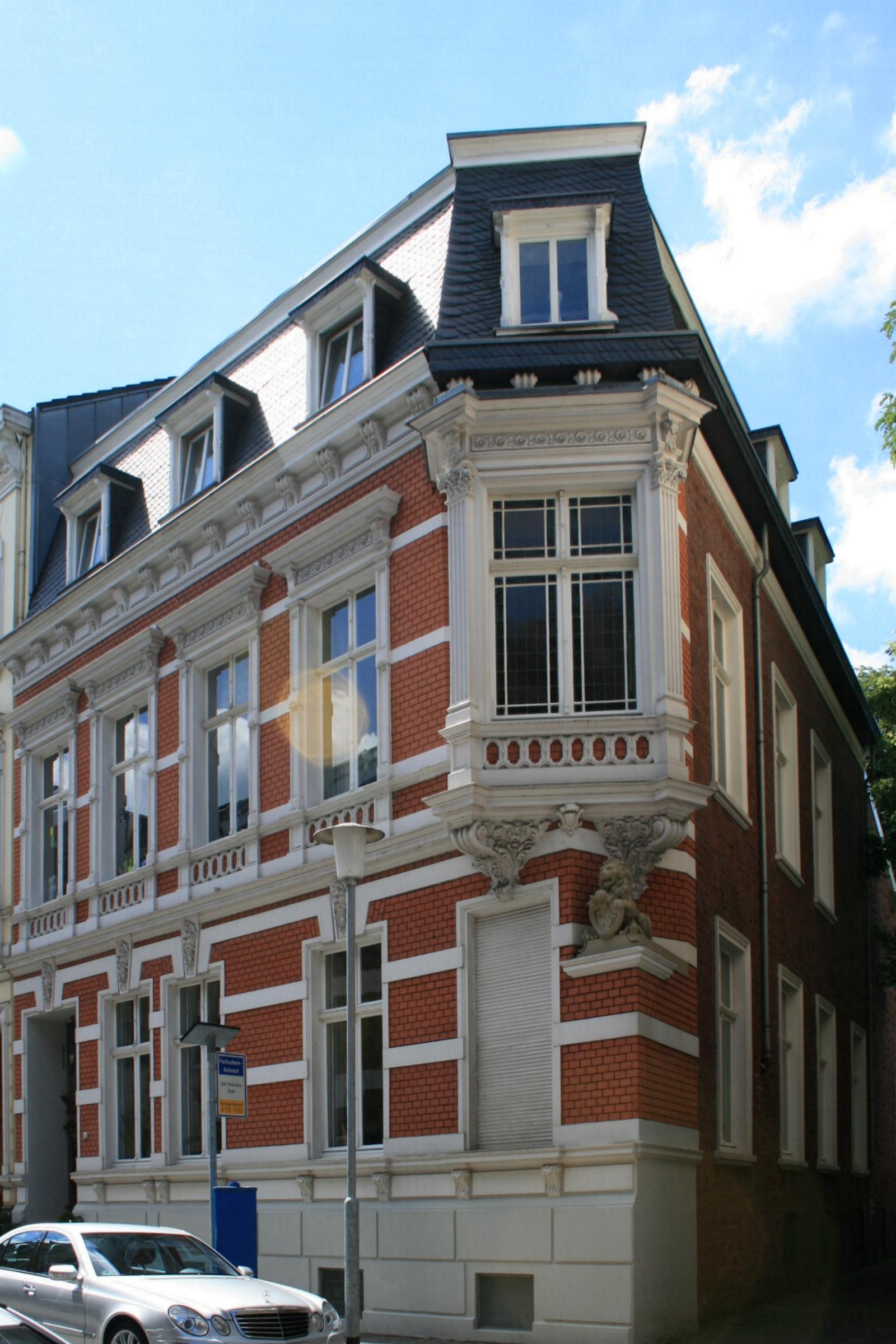
Wohnhaus (2010)

Das Wohnhaus Albertusstraße 53 steht in der Stadt Mönchengladbach in Nordrhein-Westfalen. Es wurde 1890 erbaut. Das Gebäude ist unter Nr. A 032 am 7. August 1990 in die Denkmalliste der Stadt Mönchengladbach eingetragen worden.

## Lage
Das Gebäude befindet sich als Teil eines historistischen Ensembles im oberen, zwischen Kaiser- und Regentenstraße gelegenen Teil der Albertusstraße auf der westlichen Straßenseite.

## Architektur
Es handelt sich um ein traufenständiges, zweigeschossiges, in Richtung Albertusstraße unregelmäßig- vielachsiges Eckhaus. Abgesetzter, mit Putzquaderung versehener Sockel; Geschossfassaden in Backstein mit Beschlagwerkbändern. Im Erdgeschoss links tief eingeschnittener Hauseingang; rechts vier jeweils paarweise eng zusammenliegende Fenster. Über ausgeprägtem Geschosssims des ersten Obergeschosses mit vier einem Sohlbankgesims aufliegenden Fenstern; Achsenverteilung gleichmäßig.
Die Hausecke im ersten Obergeschoss einachsig abgeschrägt und mit einem flachen kastenartigen, mit Sockel, Pilastern und Gebälk instrumentierten Eckvorbau versehen. Über kräftigem, auf Konsolen ruhendem Dachgesims ein Mansarddach; Richtung Albertusstraße drei Gauben, über dem schräggestellten Erker eine weitere. Die schmucklose Hausseite Richtung Norden im Erdgeschoss mit vier, im ersten Obergeschoss mit drei Fenstern. Im Erdgeschoss der Rückseite Vorbau; im ersten Obergeschoss drei Fenster, das dritte Fenster rechts in einem risalitartigen Vorbau. Über dem mittleren Fenster eine Dachgaube.